# Cucina sudamericana
La cucina sudamericana è un termine che si riferisce all'arte culinaria sviluppata nei paesi del Sud America.
La cucina sudamericana è molto influenzata dalla fusione delle varie etnie presenti nel Sud America: dell’Africa, della Spagna, dell'Italia, del Portogallo e dell'Asia. Le usanze e i prodotti alimentari variano notevolmente a seconda delle regioni del continente.

Luogo di diffusione della cucina sudamericana.

Il bacino amazzonico del Sud America offre una vasta quantità di pesce fresco e frutta tropicale. L'Oceano Pacifico fornisce una grande quantità di frutti di mare, come il granchio reale (di norma pescato all'estremità meridionale del continente, in Cile), l'aragosta (che si trova in grandi quantità nelle isole Juan Fernández) e il krill antartico, scoperto di recente. Il tonno e i pesci tropicali sono pescati in tutto il continente, ma si trovano in abbondanza vicino all'Isola di Pasqua (Cile).
Le numerose pianure di questo continente lo rendono ricco per la coltivazione di alimenti come cereali, patate e quinoa. Nella regione della Patagonia (sud Argentina) molte persone allevano ovini e bovini. In Brasile, un piatto tradizionale è la feijoada, uno stufato di fagioli con carne di manzo e di maiale. Anche il riso di fagioli è molto comune in Brasile.
La cucina peruviana è molto influenzata dalla cultura tradizionale Inca. Il consumo di carne asada è diffuso in gran parte del continente. È molto popolare la cottura alla griglia.

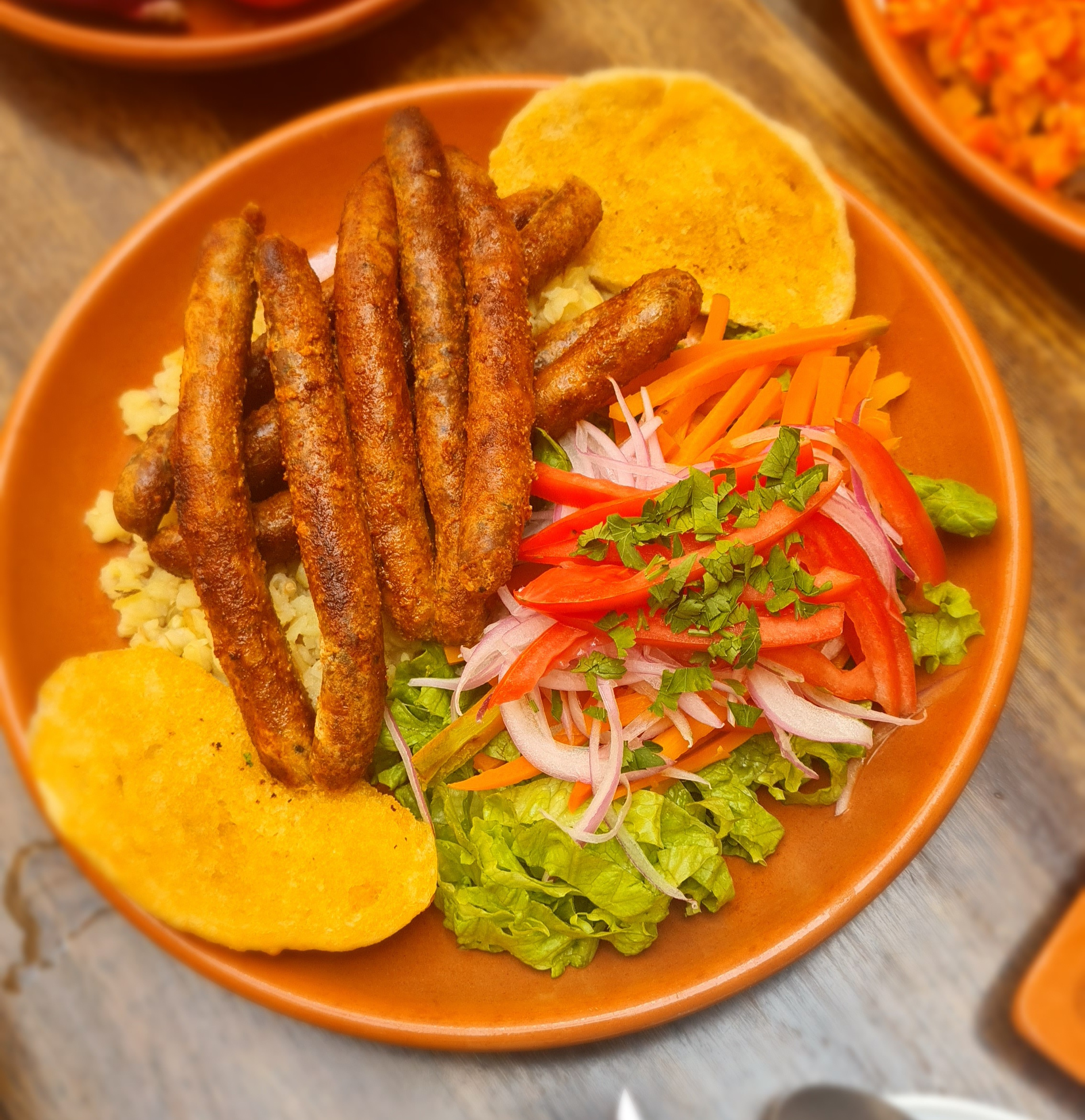
Chorizos Tarateños, tipici peruviani.

## Cucina sudamericana per regione

### Ande
L'alimentazione delle Ande è fortemente influenzata dalle popolazioni indigene. Gli alimenti principali durante gli anni continuano a essere il mais, le patate e altri tuberi. Le carni più caratteristiche di questa zona sono il lama (Perù) e la cavia (Cile, Bolivia, Perù, Colombia e Argentina). Nelle zone in cui è presente l’acqua dolce si consuma la trota.
Il chupe andino è uno stufato che viene preparato nella regione della Cordigliera  nelle Ande. Una delle bevande più importanti è la chicha. Piatti comuni sono le humitas, il locro, la chanfaina, le arepas, i quimbolitos e i peperoni. Un piatto famoso delle Ande peruviane è la pachamanca. Dalla mescolanza di cucina tedesca, nativa e dell'arcipelago di Chiloé, nelle Ande meridionali, nascono il valdiviano e il curanto.
Nelle zone più umide del Perù si producono canne da zucchero, limoni, banane e arance. La chancaca è molto popolare, così come la carbonara, il sancocho, gli huevos quimbos, il tortino di patate e il ch'arki.

### Pampas
Le pampas hanno le maggiori influenze italiane e spagnole. In Argentina, sono il punto d’ispirazione di tre piatti tipici argentini: il dulce de leche, l'asado e la milanesa.

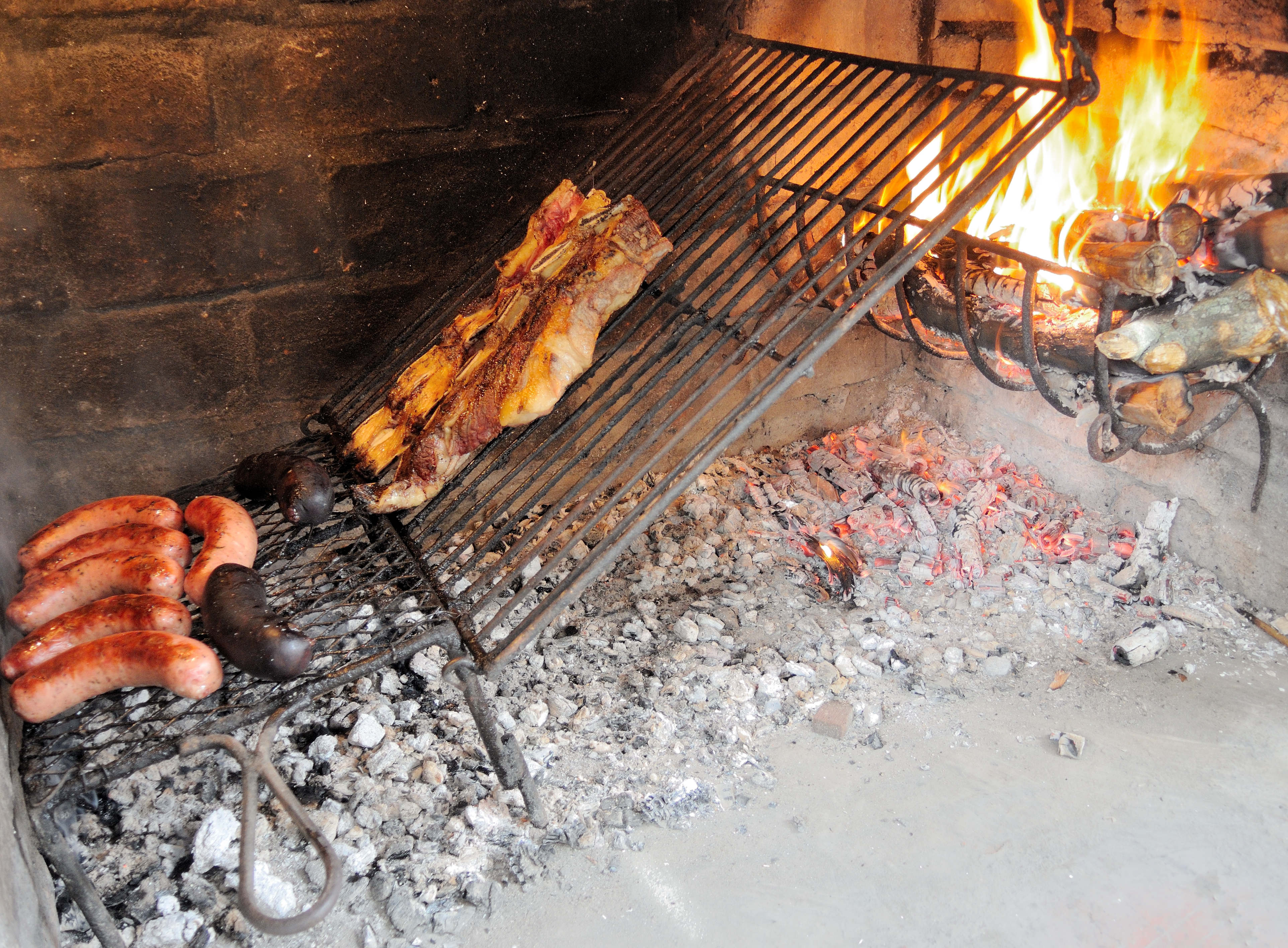
Asado uruguaiano.

La pizza argentina è diversa da quella italiana essendo più simile ai calzoni. La pasta e la polenta sono comuni in Argentina e nelle Pampas in generale.
Empanadas e choripán sono due piatti molto popolari in Argentina e Uruguay.
Churros, ensaïmada, alfajor, tortillas spagnole con patate, polpette, sopa de mondongo e puchero sono piatti della cucina delle Pampas e della cucina spagnola.

### Tropicale

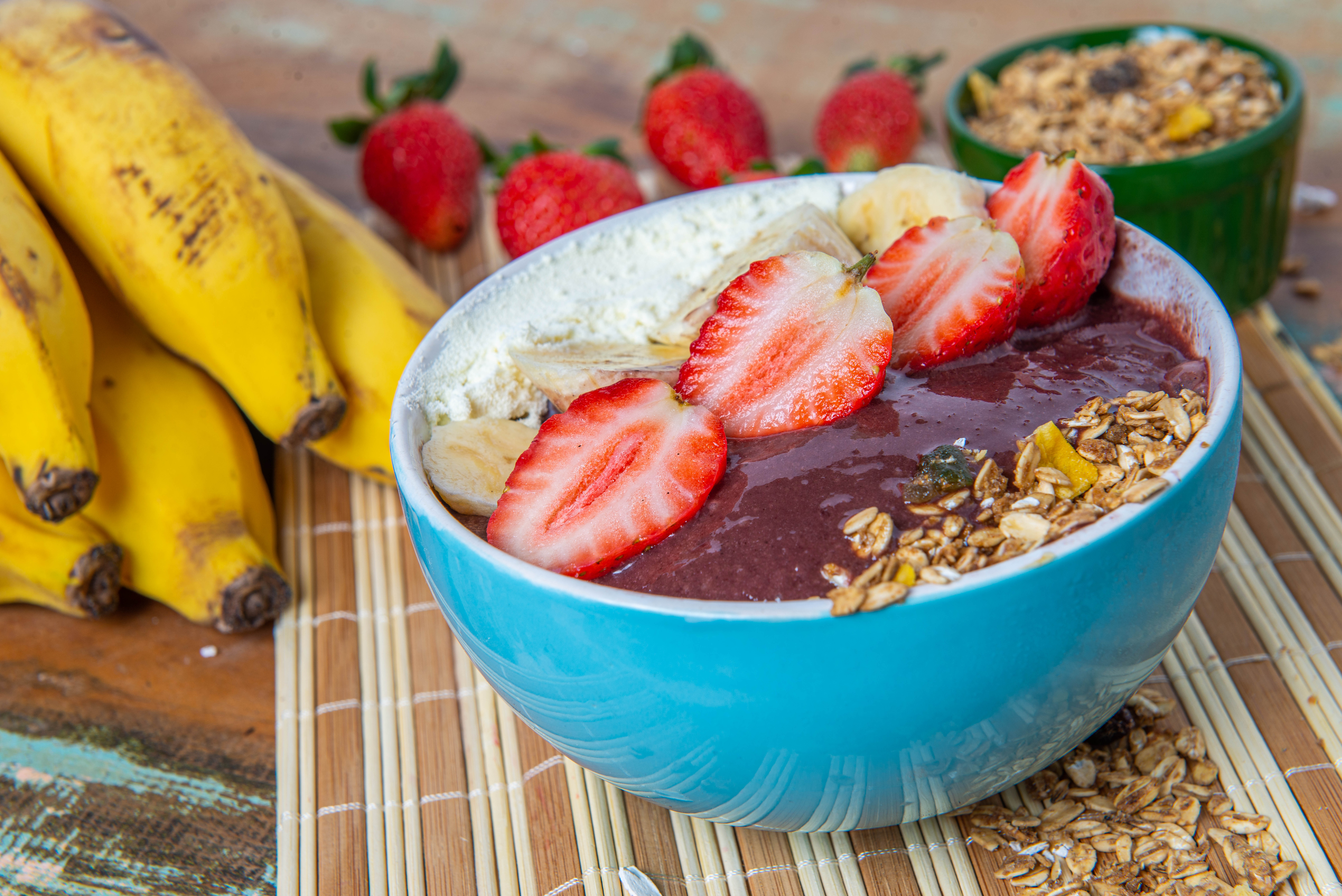
Dolce tipico sudamericano.

La regione tropicale del continente è divisa in due aree, le zone costiere dell'Atlantico e del Pacifico e la zona amazzonica, ognuna delle due ha le sue cucine differenti. Gran parte dei frutti considerati esotici sono molto comuni nelle foreste e nei campi tropicali, come guava, ananas, papaya, mango, banana e sambuco.
Il clima favorisce anche una grande varietà di piante: patate, patate dolci e manioca.
Nella zona costiera sono comuni i piatti a base di ceviche, patacón, arepa, chipa, sancocho, pabellón criollo, bandeja paisa, guatita e sopa paraguaya.
In Brasile sono comuni la feijoada, l'arroz carreteiro (riso alla carrettiera), la coxinha, e la farofa; Bahia, uno stato del Brasile, ha una cucina propria con forti influenze africane.
La zona amazzonica è nota per l'utilizzo di carni come il capibara, le tartarughe, il pecari e il paca. Piatti comuni sono il juane, il tacacho e il tacacá.